# Segnaletica stradale in Polonia
I segnali stradali in Polonia sono regolati dal Codice della strada polacco; sono suddivisi in base al Codice della Strada in segnali di pericolo (cat. A), di divieto (B), di obbligo (C), di informazione (D), di indicazione (E), ulteriori segnali di direzione (F), segnali complementari (G), pannelli integrativi (T), segnali per tram (AT e BT), segnali per piste ciclabili (R), dispositivi di sicurezza stradale (U). Il testo riportato in tutti i segnali del Paese è il polacco, eccezion fatta per il segnale di STOP che è scritto in inglese.

## Segnali di pericolo (cat. A)
I segnali di pericolo in Polonia hanno sfondo giallo, diversamente dalla maggior parte dei segnali stradali europei, ed una tipica forma triangolare. Una particolarità è data dal bordo rosso dei segnali, nettamente più sottile rispetto ai corrispondenti segnali degli altri Paesi europei.
| Segnale polacco | Significato                                                         | Spiegazione |
|                 | Curva pericolosa a destra                                           | Presegnala un tratto di strada non rettilineo pericoloso per la limitata visibilità o per caratteristiche del tracciato (curva stretta a destra).      |
|                 | Curva pericolosa a sinistra                                         | Presegnala un tratto di strada non rettilineo pericoloso per la limitata visibilità o per caratteristiche del tracciato (curva stretta a sinistra).    |
|                 | Doppia curva pericolosa, la prima a destra                          | Presegnala una doppia curva, di cui la prima a destra.                                                                                                 |
|                 | Doppia curva pericolosa, la prima a sinistra                        | Presegnala una doppia curva, di cui la prima a sinistra.                                                                                               |
|                 | Intersezione con precedenza a destra                                | Presegnala un incrocio in cui vige la regola generale di dare la precedenza a destra.                                                                  |
|                 | Intersezione con strada che non ha priorità                         | Presegnala un incrocio con una strada di minore importanza in cui si ha la precedenza sui veicoli provenienti sia da destra che da sinistra.           |
|                 | Intersezione con strada che non ha priorità proveniente da destra   | Presegnala un incrocio con una strada di minore importanza in cui si ha la precedenza sui veicoli provenienti da destra.                               |
|                 | Intersezione con strada che non ha priorità proveniente da sinistra | Presegnala un incrocio con una strada di minore importanza in cui si ha la precedenza sui veicoli provenienti da sinistra.                             |
|                 | Confluenza da destra                                                | Presegnala un incrocio con corsia di accelerazione od una confluenza sul lato destro della carreggiata.                                                |
|                 | Confluenza da sinistra                                              | Presegnala un incrocio con corsia di accelerazione od una confluenza sul lato sinistro della carreggiata.                                              |
|                 | Dare precedenza                                                     | Prescrive un incrocio in cui è necessario dare precedenza in corrispondenza della linea orizzontale.                                                   |
|                 | Rotatoria                                                           | Presegnala un incrocio in cui vige la circolazione rotatoria.                                                                                          |
|                 | Passaggio a livello con barriere                                    | Segnala un passaggio a livello con barriere ed è integrato con il pannello distanziometrico a tre barre rosse.                                         |
|                 | Passaggio a livello senza barriere                                  | Segnala un passaggio a livello senza barriere ed è integrato con il pannello distanziometrico a tre barre rosse.                                       |
|                 | Cunetta o dosso                                                     | Segnala un tratto di strada con variazioni altimetriche concave o convesse.                                                                            |
|                 | Dosso                                                               | Segnala un dosso artificiale lungo la carreggiata. |
|                 | Strettoia simmetrica                                                | Segnala un restringimento pericoloso della carreggiata su entrambi i lati.                                                                             |
|                 | Strettoia asimmetrica a destra                                      | Segnala un restringimento pericoloso della carreggiata posto sul lato destro.                                                                          |
|                 | Strettoia asimmetrica a sinistra                                    | Segnala un restringimento pericoloso della carreggiata posto sul lato sinistro.                                                                        |
|                 | Ponte mobile                                                        | Presegnala una struttura stradale mobile comunque manovrabile.                                                                                         |
|                 | Lavori                                                              | Presegnala cantieri di lavori in corso, depositi temporanei di materiale, presenza di macchinari adibiti ai lavori stradali.                           |
|                 | Strada sdrucciolevole                                               | Presegnala un tratto di strada che in particolari condizioni climatiche od ambientali può diventare sdrucciolevole.                                    |
|                 | Attraversamento pedonale                                            | Segnala l'avviciarsi di un passaggio pedonale segnalato sulla carreggiata.                                                                             |
|                 | Bambini                                                             | Segnala luoghi frequentati da bambini, come le scuole, i giardini pubblici, i campi di gioco e simili.                                                 |
|                 | Attraversamento di animali domestici                                | Presegnala un tratto di strada con probabile improvvisa presenza od attraversamento di animali domestici.                                              |
|                 | Attraversamento di animali selvatici                                | Presegnala un tratto di strada con probabile improvvisa presenza od attraversamento di animali selvatici.                                              |
|                 | Vento laterale                                                      | Presegnala la possibilità di forti raffiche di vento laterale.                                                                                         |
|                 | Doppio senso di circolazione                                        | Segnala un tratto di strada che da senso unico diventa a doppio senso.                                                                                 |
|                 | Attraversamento tranviario                                          | Presegnala fuori e dentro i centri abitati una linea tranviaria non regolata da semafori che interseca o riduce la carreggiata stradale.               |
|                 | Discesa pericolosa                                                  | Presegnala un tratto di strada in discesa secondo il senso di marcia. La pendenza è espressa in percentuale.                                           |
|                 | Salita ripida                                                       | Presegnala un tratto di strada in forte salita secondo il senso di marcia. La pendenza è espressa in percentuale.                                      |
|                 | Attraversamento ciclabile                                           | Presegnala attraversamento di ciclisti o ciclomotori contraddistinto da appositi segni sulla carreggiata.                                              |
|                 | Caduta massi                                                        | Presegnala il pericolo di caduta massi dalla parete rocciosa soprastante con possibile presenza di pietre sulla carreggiata.                           |
|                 | Passaggio di aeroplani a bassa quota                                | Presegnala la possibilità di improvvisi forti rumori o abbagliamenti dovuti ad aeroplani a bassa quota.                                                |
|                 | Sbocco su molo o su argine                                          | Presegnala il pericolo di caduta in acqua. |
|                 | Materiale instabile o ghiaia su strada                              | Presegnala la presenza di pietrisco, di materiale minuto o granaglia che può essere proiettato a distanza o scagliato in aria dai veicoli in transito. |
|                 | Semaforo                                                            | Presegnala un impianto semaforico posto su strade sia urbane che extraurbane.                                                                          |
|                 | Altri pericoli                                                      | Segnala un pericolo diverso da quelli indicati negli altri segnali di pericolo.                                                                        |
|                 | Banchina cedevole                                                   | Presegnala un tratto di strada con banchina pericolosa.                                                                                                |
|                 | Strada sdrucciolevole per gelo o neve                               | Presegnala un tratto di strada che può diventare sdrucciolevole per gelo o neve.                                                                       |
|                 | Veicoli in coda                                                     | Segnala un tratto di strada in cui vi è la possibilità di trovare dei veicoli in coda o in rallentamento.                                              |
|                 | Incidente stradale                                                  | Presegnala un incidente lungo la carreggiata. |

## Segnali di divieto (cat. B)
I segnali di divieto in Polonia, a differenza dei segnali di pericolo, hanno forme e colori simili a quelli dei corrispondenti segnali europei.
| Segnale polacco | Significato | Spiegazione |
|                 | Divieto di transito | Vieta a tutti i veicoli di entrare in una strada. |
|                 | Divieto di accesso | Vieta di entrare in una strada accessibile invece in un altro senso.                                                                                               |
|                 | Divieto di circolazione per tutti i veicoli a motore eccetto i motocicli                                                                  | Vieta il transito a tutti i veicoli a motore ad eccezione dei motocicli.                                                                                           |
|                 | Accesso vietato agli autobus | Vieta il transito agli autobus. |
|                 | Divieto di circolazione per i motocicli                                                                                                   | Vieta il transito a tutti i veicoli ai motocicli. |
|                 | Divieto di transito per gli autocarri | Indica il divieto di transito a tutti i veicoli, non adibiti al trasporto di persone, di massa a pieno carico superiore a 3,5 t.                                   |
|                 | Accesso vietato ai mezzi agricoli | Vieta il transito ai mezzi agricoli. |
|                 | Divieto di circolazione per i rimorchi | Vieta il transito a tutti i veicoli con rimorchio al traino. |
|                 | Accesso vietato ai veicoli a trazione animale                                                                                             | Vieta il transito ai veicoli a trazione animale. |
|                 | Divieto di circolazione alle biciclette                                                                                                   | Vieta il transito alle biciclette. |
|                 | Divieto di circolazione per i ciclomotori                                                                                                 | Vieta il transito ai ciclomotori. |
|                 | Divieto di circolazione alle biciclette ed ai mezzi a pedali                                                                              | Vieta il transito alle biciclette ed a tutti i mezzi a pedali. |
|                 | Accesso vietato ai veicoli a braccia | Vieta il transito ai veicoli a braccia. |
|                 | Divieto di circolazione per i veicoli che trasportano merci esplosive                                                                     | Vieta il transito ai veicoli che trasportano merci esplosive. |
|                 | Divieto di circolazione per i veicoli che trasportano merci pericolose                                                                    | Vieta il transito ai veicoli che trasportano merci pericolose, come esplosivi, benzina, materie tossiche o radioattive.                                            |
|                 | Divieto di circolazione per i veicoli che trasportano merci che possono contaminare le acque                                              | Vieta il transito ai veicoli che trasportano merci che possono contaminare le acque.                                                                               |
|                 | Divieto di circolazione per i veicoli a motore con più di due ruote compresi gli autoveicoli ed i ciclomotori                             | Vieta il transito a tutti i veicoli a motore con più di due ruote.                                                                                                 |
|                 | Divieto di circolazione per i veicoli a motore con più di due ruote compresi gli autoveicoli                                              | Vieta il transito a tutti i veicoli a motore con più di due ruote.                                                                                                 |
|                 | Divieto di circolazione per i veicoli a trazione animale, i mezzi agricoli e le biciclette                                                | Vieta il transito a tutti i veicoli a trazione animale, ai mezzi agricoli ed alle biciclette.                                                                      |
|                 | Divieto di circolazione per i veicoli a trazione animale ed ai mezzi agricoli                                                             | Vieta il transito a tutti i veicoli a trazione animale ed ai mezzi agricoli.                                                                                       |
|                 | Divieto di circolazione per i veicoli a braccia e le biciclette                                                                           | Vieta il transito ai veicoli a braccia ed alle biciclette. |
|                 | Divieto di circolazione per i veicoli che trasportano merci esplosive e per quelli che trasportano merci che possono contaminare le acque | Vieta il transito ai veicoli che trasportano merci esplosive ed a quelli che trasportano merci che possono contaminare le acque.                                   |
|                 | Larghezza massima | Vieta il transito ai veicoli aventi larghezza superiore a quella indicata in metri.                                                                                |
|                 | Altezza massima | Vieta il transito ai veicoli aventi altezza superiore a quella indicata in metri.                                                                                  |
|                 | Lunghezza massima | Vieta il transito ai veicoli od ai complessi di veicoli di lunghezza superiore alla lunghezza indicata in metri.                                                   |
|                 | Peso massimo | Vieta il transito ai veicoli aventi massa superiore a quella indicata in tonnellate al momento del transito.                                                       |
|                 | Peso massimo per asse | Vieta il transito ai veicoli aventi massa superiore per ogni asse a quella indicata in tonnellate al momento del transito.                                         |
|                 | Fermarsi e dare la precedenza | Prescrive l'obbligo di arrestarsi in ogni caso in corrispondenza della striscia trasversale di arresto ad un incrocio e di dare precedenza.                        |
|                 | Divieto di svoltare a sinistra | Vieta di svoltare a sinistra al prossimo incrocio. |
|                 | Divieto di svoltare a destra | Vieta di svoltare a destra al prossimo incrocio. |
|                 | Divieto d'inversione | Vieta di effettuare un'inversione di marcia. |
|                 | Fine del divieto d'inversione | Indica la fine del divieto di effettuare un'inversione di marcia.                                                                                                  |
|                 | Divieto di sorpasso | Vieta di sorpassare i veicoli a motore con due o più ruote. |
|                 | Divieto di sorpasso per i mezzi destinati al trasporto merci                                                                              | Vieta il sorpasso ai veicoli da trasporto non adibiti al trasporto di persone.                                                                                     |
|                 | Fine divieto di sorpasso | Indica la fine del divieto a tutti i veicoli di sorpassare i veicoli a motore diversi dai motocicli e dai ciclomotori.                                             |
|                 | Fine del divieto di sorpasso per gli autocarri                                                                                            | Indica la fine del divieto a tutti i veicoli non adibiti al trasporto di persone di massa a pieno carico oltre 3,5 t di sorpassare i veicoli a motore.             |
|                 | Divieto di segnalazioni acustiche | Vieta l'utilizzo di avvisatori acustici se non per motivi di effettiva necessità.                                                                                  |
|                 | Fine del divieto di segnalazioni acustiche                                                                                                | Indica la fine del divieto dell'utilizzo di avvisatori acustici se non per motivi di effettiva necessità.                                                          |
|                 | Precedenza ai veicoli provenienti in senso inverso                                                                                        | Prescrive di dare precedenza ai veicoli provenienti in direzione opposta in una strada a doppio senso che consente il passaggio di una sola fila di veicoli.       |
|                 | Dogana | Obbliga i conducenti a fermarsi al posto di confine per i controlli doganali.                                                                                      |
|                 | Alt dogana | Obbliga i conducenti a fermarsi al posto di confine. |
|                 | Strada chiusa per danneggiamento | Obbliga i conducenti a fermarsi per strada chiusa per danneggiamento.                                                                                              |
|                 | Fermarsi per segnali danneggiati | Obbliga i conducenti a fermarsi per segnali danneggiati. |
|                 | Fermarsi all'imbarco | Obbliga i conducenti a fermarsi all'imbarco di un traghetto. |
|                 | Fermarsi per il controllo tecnico sul ciglio della strada                                                                                 | Obbliga i conducenti a fermarsi al controllo tecnico sul ciglio della strada.                                                                                      |
|                 | Pedaggio | Obbliga i conducenti a fermarsi al pedaggio. |
|                 | Velocità massima | Indica la velocità massima in chilometri orari alla quale i veicoli possono procedere immediatamente dopo il segnale.                                              |
|                 | Fine della velocità massima | Indica la fine del limite sulla velocità massima alla quale i veicoli possono procedere e ripristina il consueto limite di velocità relativo alla strada percorsa. |
|                 | Divieto di sosta | Vieta la sosta, fermata prolungata (parcheggio) ai veicoli, in quei luoghi dove per regola generale non vige tale divieto.                                         |
|                 | Divieto di fermata | Vieta la sosta e la fermata o qualsiasi temporanea sospensione della marcia ai veicoli.                                                                            |
|                 | Divieto di sosta nei giorni dispari | Vieta la sosta, fermata prolungata (parcheggio) ai veicoli, in quei luoghi dove per regola generale non vige tale divieto soltanto nei giorni dispari.             |
|                 | Divieto di sosta nei giorni pari | Vieta la sosta, fermata prolungata (parcheggio) ai veicoli, in quei luoghi dove per regola generale non vige tale divieto soltanto nei giorni pari.                |
|                 | Sosta vietata per restrizioni al parcheggio                                                                                               | Indica un parcheggio riservato alle categorie indicate sul segnale nell'intervallo di tempo indicato.                                                              |
|                 | Fine del parcheggio riservato | Indica la fine del parcheggio riservato alle categorie indicate sul segnale nell'intervallo di tempo indicato.                                                     |
|                 | Divieto di transito ai pedoni | Vieta l'accesso ai pedoni. |
|                 | Fine dei limiti precedenti | Indica la fine dei divieti locali precedentemente imposti e ripristina il consueto limite di velocità relativo alla strada percorsa.                               |
|                 | Zona a velocità limitata | Indica una zona in cui la velocità è limitata a 30 km/h. |
|                 | Fine zona a velocità limitata | Indica la fine di una zona con velocità limitata. |

## Segnali di obbligo (cat. C)
| Segnale polacco | Significato                                                                               | Spiegazione |
|                 | Direzione obbligatoria a destra                                                           | Indica che la sola direzione consentita al conducente è quella di andare a destra.                                                              |
|                 | Preavviso di direzione obbligatoria a destra                                              | Preavvisa che la sola direzione consentita al conducente è quella di andare a destra.                                                           |
|                 | Direzione obbligatoria a sinistra                                                         | Indica che la sola direzione consentita al conducente è quella di andare a sinistra.                                                            |
|                 | Preavviso di direzione obbligatoria a sinistra                                            | Preavvisa che la sola direzione consentita al conducente è quella di andare a sinistra.                                                         |
|                 | Direzione obbligatoria dritto                                                             | Indica che la sola direzione consentita al conducente è quella di andare dritta.                                                                |
|                 | Circolare diritto o svoltare a destra                                                     | Direzioni consentite a dritto ed a destra. |
|                 | Circolare diritto o svoltare a sinistra                                                   | Direzioni consentite a dritto ed a sinistra. |
|                 | Direzioni consentite a destra ed a sinistra                                               | Direzioni consentite a destra ed a sinistra. |
|                 | Passaggio obbligatorio a destra                                                           | Obbliga i conducenti a passare a destra dell'ostacolo come un cantiere, uno spartitraffico, un salvagente o un'isola di traffico.               |
|                 | Passaggio obbligatorio a sinistra                                                         | Obbliga i conducenti a passare a sinistra dell'ostacolo come un cantiere, uno spartitraffico, un salvagente o un'isola di traffico.             |
|                 | Passaggio consentito a sinistra o a destra                                                | Obbliga i conducenti a passare a sinistra od a destra dell'ostacolo come un cantiere, uno spartitraffico, un salvagente o un'isola di traffico. |
|                 | Intersezione con circolzione rotatoria                                                    | Obbliga i conducenti a girare in tondo alla prossima intersezione.                                                                              |
|                 | Pista ciclabile                                                                           | Indica l'inizio di un percorso riservato alle biciclette.                                                                                       |
|                 | Fine della pista ciclabile                                                                | Indica la fine del percorso riservato alle biciclette.                                                                                          |
|                 | Velocità minima                                                                           | Indica la velocità minima alla quale procedere.                                                                                                 |
|                 | Fine velocità minima                                                                      | Indica il tratto di strada interessato dal limite minimo di velocità.                                                                           |
|                 | Percorso pedonale                                                                         | Indica un percorso riservato ai pedoni. |
|                 | Fine percorso pedonale                                                                    | Indica la fine del percorso riservato ai pedoni.                                                                                                |
|                 | Percorso misto pedonale e ciclabile                                                       | Indica l'inizio di un percorso riservato ai pedoni ed alle biciclette.                                                                          |
|                 | Parte della carreggiata riservata alla circolazione di biciclette e pedoni                | Indica l'inizio di un percorso ciclabile contiguo al marciapiede.                                                                               |
|                 | Fine della parte della carreggiata riservata alla circolazione di biciclette e pedoni     | Indica la fine del percorso ciclabile contiguo al marciapiede.                                                                                  |
|                 | Preavviso di direzione obbligatoria a destra per i mezzi che trasportano merci pericolose | Preavvisa che la sola direzione consentita al conducente di mezzi con merci pericolose è quella di andare a destra in base al segnale.          |
|                 | Obbligo di catene o pneumatici da neve                                                    | Indica che per percorrere la strada in questione è obbligatorio avere montato le catene o gli pneumatici da neve.                               |
|                 | Fine dell'obbligo di catene o pneumatici da neve                                          | Indica la fine dell'obbligo di catene o pneumatici da neve.                                                                                     |

## Segnali di informazione (cat. D)
| Segnale polacco | Significato                                          | Spiegazione |
|                 | Strada con diritto di precedenza                     | Indica l'inizio di una strada il cui traffico ha diritto di precedenza. |
|                 | Fine della strada con diritto di precedenza          | Indica la fine di una strada il cui traffico ha diritto di precedenza. |
|                 | Strada a senso unico                                 | Segnala il termine del doppio senso di circolazione all'interno di una carreggiata. |
|                 | Strada senza uscita                                  | Indica che la strada che si percorre è senza uscita per tutti i veicoli. |
|                 | Preavviso di strada senza uscita a destra            | Indica che la strada che si incrocia sulla destra è senza uscita per tutti i veicoli. |
|                 | Preavviso di strada senza uscita a sinistra          | Indica che la strada che si incrocia sulla sinistra è senza uscita per tutti i veicoli.                                                                                                  |
|                 | Precedenza rispetto al traffico inverso              | Indica la precedenza rispetto ai veicoli provenienti in direzione opposta in una strada a doppio senso che consente il passaggio di una sola fila di veicoli.                            |
|                 | Passaggio pedonale                                   | Indica un attraversamento pedonale non regolato da semaforo e non in corrispondenza di un incrocio stradale.                                                                             |
|                 | Passaggio ciclabile                                  | Indica un attraversamento ciclabile non regolato da semaforo e non in corrispondenza di un incrocio stradale.                                                                            |
|                 | Passaggio pedonale e ciclabile                       | Indica un attraversamento pedonale e ciclabile non regolato da semaforo e non in corrispondenza di un incrocio stradale.                                                                 |
|                 | Superstrada                                          | Indica l'inizio di una superstrada. |
|                 | Fine superstrada                                     | Indica la fine di una superstrada. |
|                 | Inizio autostrada                                    | Indica l'inizio di un'autostrada o di un raccordo che conduce ad un'autostrada. |
|                 | Fine dell'autostrada                                 | Indica la fine di un'autostrada. |
|                 | Inizio della corsia di destra riservata agli autobus | Indica l'inizio della corsia a destra riservata alla circolazione di autobus. |
|                 | Corsia di destra riservata agli autobus              | Indica che la corsia a destra è riservata alla circolazione di autobus. |
|                 | Aumento delle corsie disponibili                     | Indica un aumento delle corsie disponibili. |
|                 | Riduzione delle corsie disponibili                   | Indica una riduzione delle corsie disponibili. |
|                 | Fermata autobus                                      | Indica una fermata di autobus. |
|                 | Fermata filobus                                      | Indica una fermata di filobus. |
|                 | Fermata tramviaria                                   | Indica una fermata di tram. |
|                 | Parcheggio                                           | Indica un parcheggio autorizzato. Consente la sosta a tempo indeterminato salvo indicazioni differenti.                                                                                  |
|                 | Parcheggio riservato                                 | Indica un parcheggio riservato. |
|                 | Parcheggio coperto                                   | Indica un parcheggio autorizzato coperto. |
|                 | Taxi                                                 | Indica la presenza di una zona di sosta di veicoli da piazza. Ove non sia presente il segnale di fine parcheggio taxi, la zona riservata è lunga 20 metri.                               |
|                 | Taxi con carico/scarico bagagli                      | Indica la presenza di una zona di sosta di veicoli da piazza con carico/scarico di bagagli. Ove non sia presente il segnale di fine parcheggio taxi, la zona riservata è lunga 20 metri. |
|                 | Fine zona taxi                                       | Indica la fine della zona di sosta di veicoli da piazza. |
|                 | Fine zona taxi con carico/scarico bagagli            | Indica la fine della zona di sosta di veicoli da piazza con carico/scarico di bagagli.                                                                                                   |
|                 | Ospedale                                             | Indica la presenza di un ospedale. |
|                 | Polizia                                              | Indica la presenza di un posto di polizia. |
|                 | Pronto soccorso                                      | Indica la presenza di un pronto soccorso. |
|                 | Rifornimento                                         | Indica la presenza di un posto di rifornimento con benzina verde. |
|                 | Rifornimento con GPL                                 | Indica la presenza di un posto di rifornimento con GPL. |
|                 | Telefono                                             | Indica un telefono pubblico. |
|                 | Ufficio postale                                      | Indica la presenza di un ufficio postale. |
|                 | Riparazioni                                          | Indica la presenza di un centro di riparazioni. |
|                 | Gommista                                             | Indica la presenza di un gommista. |
|                 | Autolavaggio                                         | Indica la presenza di un autolavaggio. |
|                 | Bagni pubblici                                       | Indica la presenza di servizi igienici pubblici. |
|                 | Doccia pubblica                                      | Indica la presenza di una doccia pubblica. |
|                 | Bar                                                  | Indica la presenza di un bar. |
|                 | Ristorante                                           | Indica la presenza di un ristorante. |
|                 | Hotel o motel                                        | Indica la presenza di un hotel o motel. |
|                 | Campeggio                                            | Indica un campeggio. |
|                 | Campeggio o terreno per roulotte                     | Indica un campeggio od un terreno per la sosta di roulotte o motorhome. |
|                 | Area pic-nic                                         | Indica la presenza di un'area pic-nic. |
|                 | Ostello della gioventù                               | Indica la presenza di un ostello della gioventù. |
|                 | Informazioni                                         | Indica la presenza di un punto informazioni. |
|                 | Radio informazioni stradali                          | Indica la frequenza sulla quale si possono ricevere notizie sullo stato del traffico. |
|                 | Sottopassaggio                                       | Indica un passaggio sotterraneo per pedoni. |
|                 | Discesa tramite scala mobile                         | Indica una discesa tramite scala mobile. |
|                 | Sovrappassaggio                                      | Indica un passaggio sopraelevato per pedoni. |
|                 | Salita tramite scala mobile                          | Indica una salita tramite scala mobile. |
|                 | Galleria                                             | Indica la presenza di una galleria. |
|                 | Fine galleria                                        | Indica la fine di una galleria. |
|                 | Limiti di velocità generali                          | Indica i limiti generali di velocità presenti nello Stato, validi per le autovetture. È posto in prossimità delle frontiere.                                                             |
|                 | Zona residenziale                                    | Indica l'inizio di una zona residenziale. |
|                 | Fine della zona residenziale                         | Indica la fine di una zona residenziale. |
|                 | Inizio centro abitato                                | Indica l'inizio di un centro abitato. Dal 1/1/2006 il segnale è sostituito da quello "Inizio centro abitato" con nome del comune.                                                        |
|                 | Fine centro abitato                                  | Indica la fine di un centro abitato. Dal 1/1/2006 il segnale è sostituito da quello "Fine centro abitato" con nome del comune.                                                           |
|                 | Zona di parcheggio                                   | Indica una zona destinata a parcheggio autorizzato. Consente la sosta a tempo indeterminato salvo indicazioni differenti.                                                                |
|                 | Fine della zona di parcheggio                        | Indica la fine della zona destinata a parcheggio autorizzato. |
|                 | Inizio centro abitato                                | Indica l'inizio di un centro abitato. |
|                 | Fine centro abitato                                  | Indica la fine di un centro abitato. |
|                 | Modifica della priorità al prossimo incrocio         | Indica una modifica alla priorità apportata al prossimo incrocio. |
|                 | Pedaggio con canalizzazione                          | Obbliga i conducenti a fermarsi al posto di pedaggio su strade o autostrade a pagamento ed indica la canalizzazione a livello della stazione di esazione.                                |

## Segnali di indicazione (cat. E)
| Segnale polacco | Significato                                           | Spiegazione |
|                 | Presegnalazione di direzioni su strada extraurbana    | Indica le direzioni raggiungibili al prossimo incrocio lungo una strada extraurbana.                                            |
|                 | Presegnalazione di direzioni su autostrada            | Indica le direzioni raggiungibili al prossimo incrocio lungo una autostrada.                                                    |
|                 | Presegnalazione di imbocco autostrada                 | Indica le direzioni raggiungibili al prossimo incrocio per imboccare un'autostrada.                                             |
|                 | Cartello indicatore su strada extraurbana             | Indica le direzioni raggiungibili al prossimo incrocio lungo una strada extraurbana principale.                                 |
|                 | Cartello indicatore su strada extraurbana             | Indica le direzioni raggiungibili al prossimo incrocio lungo una strada extraurbana principale con prosecuzione su autostrada.  |
|                 | Cartello indicatore su autostrada posto a ponte       | Indica le direzioni raggiungibili alla prossima uscita e posto a scavalco sulla carreggiata.                                    |
|                 | Preavviso di direzione su strada extraurbana          | Preavvisa le direzioni raggiungibili al prossimo incrocio lungo una strada extraurbana principale.                              |
|                 | Preavviso di direzione in centri abitati              | Preavvisa le direzioni raggiungibili al prossimo incrocio in centri abitati.                                                    |
|                 | Preavviso di direzione verso l'aeroporto              | Preavvisa la direzione da seguire per raggiungere l'aeroporto.                                                                  |
|                 | Preavviso di direzione verso la stazione              | Preavvisa la direzione da seguire per raggiungere la stazione ferroviaria.                                                      |
|                 | Preavviso di direzione verso la fermata degli autobus | Preavvisa la direzione da seguire per raggiungere la fermata degli autobus.                                                     |
|                 | Preavviso di direzione verso il traghetto             | Preavvisa la direzione da seguire per raggiungere il molo di imbarco per la destinazione (e l'eventuale Stato estero) indicati. |
|                 | Preavviso di direzione verso il porto                 | Preavvisa la direzione da seguire per raggiungere il porto.                                                                     |
|                 | Preavviso di direzione verso la spiaggia              | Preavvisa la direzione da seguire per raggiungere la spiaggia indicata.                                                         |
|                 | Preavviso di direzione verso il museo                 | Preavvisa la direzione da seguire per raggiungere il museo indicato.                                                            |
|                 | Preavviso di direzione verso il luogo culturale       | Preavvisa la direzione da seguire per raggiungere il luogo culturale, naturale o memoriale indicato.                            |
|                 | Preavviso di direzione verso il punto panoramico      | Preavvisa la direzione da seguire per raggiungere un punto panoramico.                                                          |
|                 | Preavviso di direzione verso una pista ciclabile      | Preavvisa la direzione da seguire per raggiungere una pista ciclabile.                                                          |
|                 | Segnale di conferma                                   | Indica le distanze alle località raggiungibili lungo la strada sulla quale il segnale è posto.                                  |
|                 | Segnale di conferma                                   | Indica le distanze alle località raggiungibili lungo l'autostrada sulla quale il segnale è posto.                               |
|                 | Numero strada statale                                 | Identifica una strada statale.                                                                                                  |
|                 | Numero strada secondaria                              | Identifica una strada secondaria.                                                                                               |
|                 | Numero autostrada                                     | Identifica un'autostrada. |
|                 | Numero superstrada                                    | Identifica una superstrada. |
|                 | Numero itinerario per veicoli fino a 10 t             | Identifica un itinerario trans-polacco per veicoli fino ad un certo tonnellaggio per asse (10 t).                               |
|                 | Numero strada europea                                 | Identifica una strada europea.                                                                                                  |
|                 | Inizio comune                                         | Indica l'inizio di un centro abitato.                                                                                           |
|                 | Fine comune                                           | Indica la fine di un centro abitato.                                                                                            |
|                 | Direzione verso la tangenziale                        | Indica la direzione da seguire per raggiungere la tangenziale cittadina.                                                        |
|                 | Inizio percorso turistico                             | Indica l'inizio di un percorso turistico ed il suo relativo nome.                                                               |
|                 | Direzione verso località turistica                    | Indica la direzione da seguire per raggiungere la località turistica indicata.                                                  |
|                 | Informazioni turistiche di località                   | Indica i punti turistici più rilevanti della mlocalità indicata nel segnale.                                                    |

## Ulteriori segnali di direzione (cat. F)
| Segnale polacco | Significato                                                               | Spiegazione |
|                 | Valico di frontiera                                                       | Indica un valico di frontiera attivo. |
|                 | Valico di frontiera chiuso                                                | Indica un valico di frontiera chiuso. |
|                 | Valico di frontiera con Paesi UE                                          | Indica un valico di frontiera acon Paesi facenti parte dell'area Schengen.                                                                               |
|                 | Confine di voivodato                                                      | Indica un confine di voivodato. |
|                 | Confine di distretto urbano                                               | Indica un confine di distretto urbano. |
|                 | Confine di distretto                                                      | Indica un confine di distretto. |
|                 | Confine di comune                                                         | Indica un confine di comune. |
|                 | Fiume                                                                     | Indica il nome del corso d'acqua sottostante la strada su cui è posto.                                                                                   |
|                 | Preavviso di limite di peso                                               | Indica un limite di peso massimo posto alla distanza indicata lungo la strada che si sta percorrendo.                                                    |
|                 | Preavviso di limitazione al transito sulla strada che si incrocia         | Indica una limitazione al transito per determinate categorie di veicoli sulla strada che si diparte al prossimo incrocio.                                |
|                 | Preavviso di passaggio a livello incustodito sulla strada che si incrocia | Indica un passaggio a livello incustodito sulla strada che si diparte al prossimo incrocio.                                                              |
|                 | Svolta indiretta                                                          | Indica la manovra da effettuare per una svolta a sinistra non potendo svoltare dal centro dell'incrocio.                                                 |
|                 | Preavviso di deviazione                                                   | Preavvisa una deviazione lungo la strada che si sta percorrendo.                                                                                         |
|                 | Direzione per deviazione                                                  | Indica la direzione da seguire per la deviazione in atto.                                                                                                |
|                 | Utilizzo delle corsie in un incrocio                                      | Indicano la canalizzazione che si ha nel prossimo incrocio.                                                                                              |
|                 | Preavviso di direzione obbligata per autocarri                            | Preavvisa la direzione obbligatoria per autocarri. |
|                 | Direzione obbligata per autocarri                                         | Indica la direzione obbligatoria per autocarri. |
|                 | Pannelli distanziometrici per uscita autostradale                         | Indicano la distanza dall'uscita autostradale per la quale vengono installati e sono posti rispettivamente a 300, 200 e 100 metri prima da essa.         |
|                 | Utilizzo delle corsie                                                     | Indica l'utilizzo delle corsie in una carreggiata. |
|                 | Utilizzo delle corsie                                                     | Indica l'utilizzo delle corsie in una carreggiata e riferisce dell'imminente fine della corsia centrale con rientro in quella di destra.                 |
|                 | Utilizzo delle corsie                                                     | Indica l'utilizzo delle corsie in una carreggiata e riferisce della fine della corsia centrale.                                                          |
|                 | Utilizzo delle corsie                                                     | Indica che la corsia di sinistra è riservata alla categoria di veicoli indicata provenienti in senso opposto.                                            |
|                 | Utilizzo delle corsie                                                     | Indica che la corsia di destra è riservata alla circolazione di biciclette.                                                                              |
|                 | Parte della carreggiata riservata ai veicoli indicati                     | Indica che la corsia è riservata alla circolazione dei veicoli indicati sul segnale.                                                                     |
|                 | Scambio di carreggiata                                                    | Indica che è in atto uno scambio di carreggiata con obbligo di circolazione nella carreggiata opposta per motivi di lavoro.                              |
|                 | Uso delle corsie provvisorio                                              | Indica che la corsia di sinistra è di larghezza ridotta rispetto a quella di destra e quindi ne è vietata la circolazione per i mezzi più larghi di 2 m. |

## Segnali complementari (cat. G)
| Segnale polacco | Significato                                                            | Spiegazione |
|                 | Pannelli distanziometrici lato destro                                  | Indicano la distanza dal passaggio a livello per il quale vengono installati. Sono posti sul lato destro della carreggiata. |
|                 | Pannelli distanziometrici lato sinistro                                | Indicano la distanza dal passaggio a livello per il quale vengono installati. Sono posti sul lato sinistro della carreggiata.                                                                                                  |
|                 | Cavi elettrici ad alta tensione sospesi                                | Indica che in corrispondenza del passaggio a livello che si andrà ad incontrare è presente la linea aerea di alimentazione ad alto voltaggio. Prima del 1/1/2006 era presente il segnale col teschio e le due ossa incrociate. |
|                 | Incrocio con un passaggio a livello senza barriere                     | Segnala un passaggio a livello senza barriere con un solo binario, ed invita quindi i conducenti alla massima prudenza, invitandoli a fermarsi immediatamente con l'avvicinarsi del treno.                                     |
|                 | Incrocio con un passaggio a livello senza barriere a più di un binario | Segnala un passaggio a livello senza barriere con più di un binario, ed invita quindi i conducenti alla massima prudenza, invitandoli a fermarsi immediatamente con l'avvicinarsi del treno.                                   |

## Pannelli integrativi (cat. T)
| Segnale polacco | Significato                                               | Spiegazione |
|                 | Distanza per segnali di pericolo                          | Indica la distanza al pericolo indicato dal segnale al quale si riferisce il pannello.                                                                   |
|                 | Distanza per segnali non di pericolo                      | Indica la distanza relativa al segnale al quale si riferisce il pannello.                                                                                |
|                 | Estesa per segnali non di pericolo                        | Indica per quanti metri o chilometri il segnale al quale si riferisce è valido.                                                                          |
|                 | Estesa per segnali di pericolo                            | Indica per quanti metri o chilometri il segnale di pericolo al quale si riferisce è valido.                                                              |
|                 | Fine validità                                             | Indicano la fine del pericolo o della prescrizione alla quale sono riferiti.                                                                             |
|                 | Numero di curve                                           | Indica il numero di curve a cui si riferisce il segnale di pericolo posto in prossimità.                                                                 |
|                 | Curva stretta                                             | Indica che la curva al quale il segnale di pericolo soprastante si riferisce è particolarmente stretta.                                                  |
|                 | Andamento della strada principale                         | Indicano l'andamento della strada principale. |
|                 | Andamento della strada principale all'incrocio con binari | Indica l'andamento della strada principale all'incrocio con binari ferroviari o tramviari.                                                               |
|                 | Corsia a cavallo di binari tramviari                      | Indica che la corsia di sinistra si trasferirà promiscuamente alla sede dei binari tramviari.                                                            |
|                 | Effettiva pendenza                                        | Indica l'effettiva pendenza della salita ripida o della discesa pericolosa alla quale si riferisce.                                                      |
|                 | Binari ferroviari                                         | Indica un attraversamento di binari promiscuo alla sede stradale ed è accompagnato dal segnale altri pericoli.                                           |
|                 | Traghetto                                                 | Indica un attraversamento che deve avvenire tramite traghetto ed è accompagnato dal segnale altri pericoli.                                              |
|                 | Scalino obliquo                                           | Indica la presenza di uno scalino obliquo posto lungo la carreggiata ed è accompagnato dal segnale altri pericoli.                                       |
|                 | Solchi longitudinali                                      | Indica la presenza di solchi longitudinali lungo la carreggiata dovuti al logoramento della pavimentazione ed è accompagnato dal segnale altri pericoli. |
|                 | Investimenti                                              | Indica la possibilità di investimenti in corrispondenza del segnale ed è accompagnato dal segnale altri pericoli.                                        |
|                 | Tamponamenti o scontri frontali                           | Indica la possibilità di tamponamenti o scontri frontali in corrispondenza del segnale ed è accompagnato dal segnale altri pericoli.                     |
|                 | Strada sdrucciolevole per pioggia                         | Indica che la strada può diventare sdrucciolevole in seguito a piogge ed è accompagnato dal segnale altri pericoli.                                      |
|                 | Uscita automezzi dei vigili del fuoco o ambulanze         | Indica l'uscita di mezzi dei vigili del fuoco o di ambulanze di soccorso ed è accompagnato dal segnale altri pericoli.                                   |
|                 | Confine di Stato                                          | Indica il prossimo attraversamento del confine di Stato, indipendentemente che esso sia aperto o chiuso, ed è accompagnato dal segnale altri pericoli.   |
|                 | Deviazione del percorso                                   | Indica che la strada che si sta percorrendo subirà una modifica del percorso originario ed è accompagnato dal segnale altri pericoli.                    |
|                 | Segnaletica orizzontale in rifacimento                    | Indica che la segnaletica orizzontale successiva al segnale è in rifacimento ed è accompagnato dal segnale altri pericoli.                               |
|                 | Estesa per segnali di divieto                             | Indica per quanti metri o chilometri il divieto al quale si riferisce è valido.                                                                          |
|                 | Distanza per segnali di divieto                           | Indica la distanza al divieto indicato dal segnale al quale si riferisce il pannello.                                                                    |
|                 | Eccetto biciclette                                        | Indica che il divieto indicato non è valido per le biciclette.                                                                                           |
|                 | Rimozione coatta                                          | Indica che al divieto di sosta ai aggiunge la rimozione forzata del veicolo in contravvenzione.                                                          |
|                 | Inizio, continuazione o fine                              | Indicano l'inizio, la continuazione o la fine di una prescrizione.                                                                                       |
|                 | Continuazione orizzontale                                 | Indica che la prescrizione alla quale si riferisce il pannello integrativo è valida a destra ed a sinistra del segnale.                                  |
|                 | Attraversamento di bambini                                | Indica che l'attraversamento pedonale in oggetto è frequentato prevalentemente da bambini.                                                               |
|                 | Pedaggio                                                  | Indica che la strada sulla quale è posto è soggetta a pedaggio.                                                                                          |
|                 | Disabili                                                  | Indica che la prescrizione è riservata alle persone con disabilità.                                                                                      |
|                 | Distanza minima obbligatoria                              | Indica qual è la distanza minima da tenersi tra due veicoli.                                                                                             |
|                 | Estintore di sicurezza                                    | Indica l'ubicazione di un estintore di emergenza. |